# کازوهیکو ماتسوموتو
کازوهیکو ماتسوموتو (انگلیسی: Kazuhiko Matsumoto؛ زادهٔ تاریخ ورودی نامعتبر است) کارگردان فیلم اهل ژاپن است.